# Tomáš Bucháček
Tomáš Bucháček (* 7. März 1978 in Neplachovice) ist ein ehemaliger tschechischer Radrennfahrer.

## Sportlicher Werdegang
Tomáš Bucháček begann seine Karriere 2002 bei dem Radsportteam Joko Velamos. 2004 wechselte er zur Favorit, wo er ein Teilstück bei der Bohemia Tour für sich entscheiden konnte. Ab 2005 fuhr er für das tschechische Continental Team PSK Whirlpool, bei dem er bis zu seinem Karriereende blieb. In seinem ersten Jahr dort wurde er Zweiter bei der nationalen Straßen-Radmeisterschaft und gewann eine Etappe bei der Bulgarien-Rundfahrt. 2006 gewann er die nationale Straßenmeisterschaft und gewann Etappen beim Circuit des Ardennes und der Tour du Loir-et-Cher. Einen weiteren tschechischen Meistertitel gewann er 2008 im Mannschaftszeitfahren. 2011 gewann er eine weitere Etappe bei der Tour du Loir-et-Cher und eine beim Course de la Solidarité Olympique. Zur Saisoneröffnung 2016 gewann er das nationale Eintagesrennen Velká Bíteš–Brno–Velká Bíteš.
Nach der Saison 2018 beendete Bucháček im Alter von 40 Jahren seine Karriere als Radrennfahrer.

## Erfolge
2004
- eine Etappe Tour de Bohemia

2006
- eine Etappe Bulgarien-Rundfahrt

2007
- eine Etappe Circuit des Ardennes
- eine Etappe Tour du Loir-et-Cher
- Tschechischer Meister – Straßenrennen

2008
- Tschechischer Meister – Teamzeitfahren

2011
- eine Etappe Tour du Loir-et-Cher
- eine Etappe Course de la Solidarité Olympique

2012
- Mannschaftszeitfahren Czech Cycling Tour

2017
- Mannschaftszeitfahren Czech Cycling Tour